# Memphis Slim
John Len Chatman, meglio noto con il suo nome d'arte Memphis Slim (Memphis, 3 settembre 1915 – Parigi, 24 febbraio 1988), è stato un cantante, pianista e compositore statunitense di musica blues.

## Biografia
Ha guidato una serie di formazioni che, riflettendo il richiamo popolare del jump blues, comprendevano sassofono, basso, batteria e pianoforte. Una sua canzone, Every Day I Have the Blues, è diventata un pezzo standard inciso da molti altri artisti.